# Ijad Allawi
Ijad Allawi (ur. 1945 w Bagdadzie) – iracki polityk, szyita. Przewodniczący Tymczasowej Rady Zarządzającej Iraku od 1 października do 31 października 2003, premier Iraku od 1 czerwca 2004 do 7 kwietnia 2005, wiceprezydent od 9 września 2014 do 11 sierpnia 2015.

## Życiorys
Z wykształcenia neurolog. Pozostał na emigracji od czasu studiów medycznych w Londynie, stając się z czasem jednym z przywódców opozycji przeciwko Saddamowi Husajnowi. Po obaleniu Husajna w 2003 roku wszedł w skład władz tymczasowych. Od 1 do 31 października 2003 był Przewodniczącym Tymczasowej Rady Zarządzającej – przejściowego rządu. Po rozwiązaniu rady w 2004 roku został pierwszym od czasów amerykańskiej inwazji premierem rządu. Jego gabinet był u władzy do 7 kwietnia 2005 roku. Wtedy nowym premierem został Ibrahim al-Dżaafari.
W październiku 2009 roku Allawi współtworzył nowy blok polityczny – Iracki Ruch Narodowy. W skład nowej partii weszło 10 mniejszych ugrupowań. Blok rozpadł się w grudniu 2012 roku.
9 września 2014 roku Ijad Allawi został zaprzysiężony na jednego z trzech Wiceprezydentów Iraku przy Fu’adzie Masumie.